# Bamo (Cameroun)
Bamo est un village de la région du Centre du Cameroun, situé dans la commune de Dibang. 

## Population et développement
En 1962, la population de Bamo était de 325 habitants. La population de Bamo est de 229 habitants lors du recensement de 2005.La population est constituée pour l’essentiel de Bassa.  